# Croix de la Combille
La croix de la Combille est une croix daté de 1562 située sur la commune de Châtelblanc dans le département français du Doubs.

## Localisation
La croix est située près du chemin de la Combille à Châtelblanc.

## Histoire
La croix date de 1561, date qui est gravée sur la croix. Elle est inscrite au titre des monuments historiques depuis le 23 août 1989.

## Description
D'une hauteur de 3,35 mètres, en calcaire et pierre de taille, les figures sculptées représentent le Christ en croix sur un des côtés de la croix et une Vierge à l'enfant de l'autre côté.

## Galerie

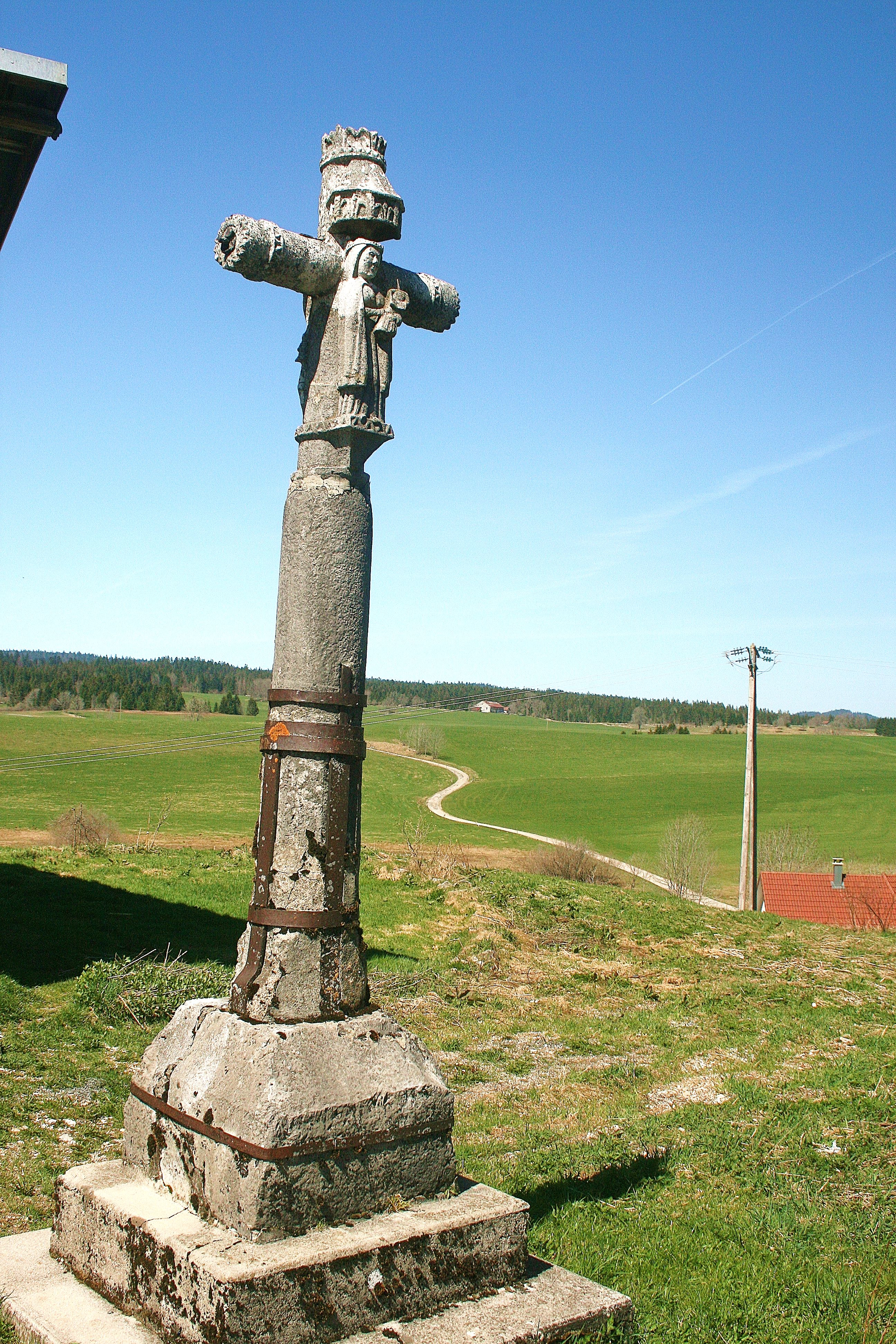
Croix de la Combille.
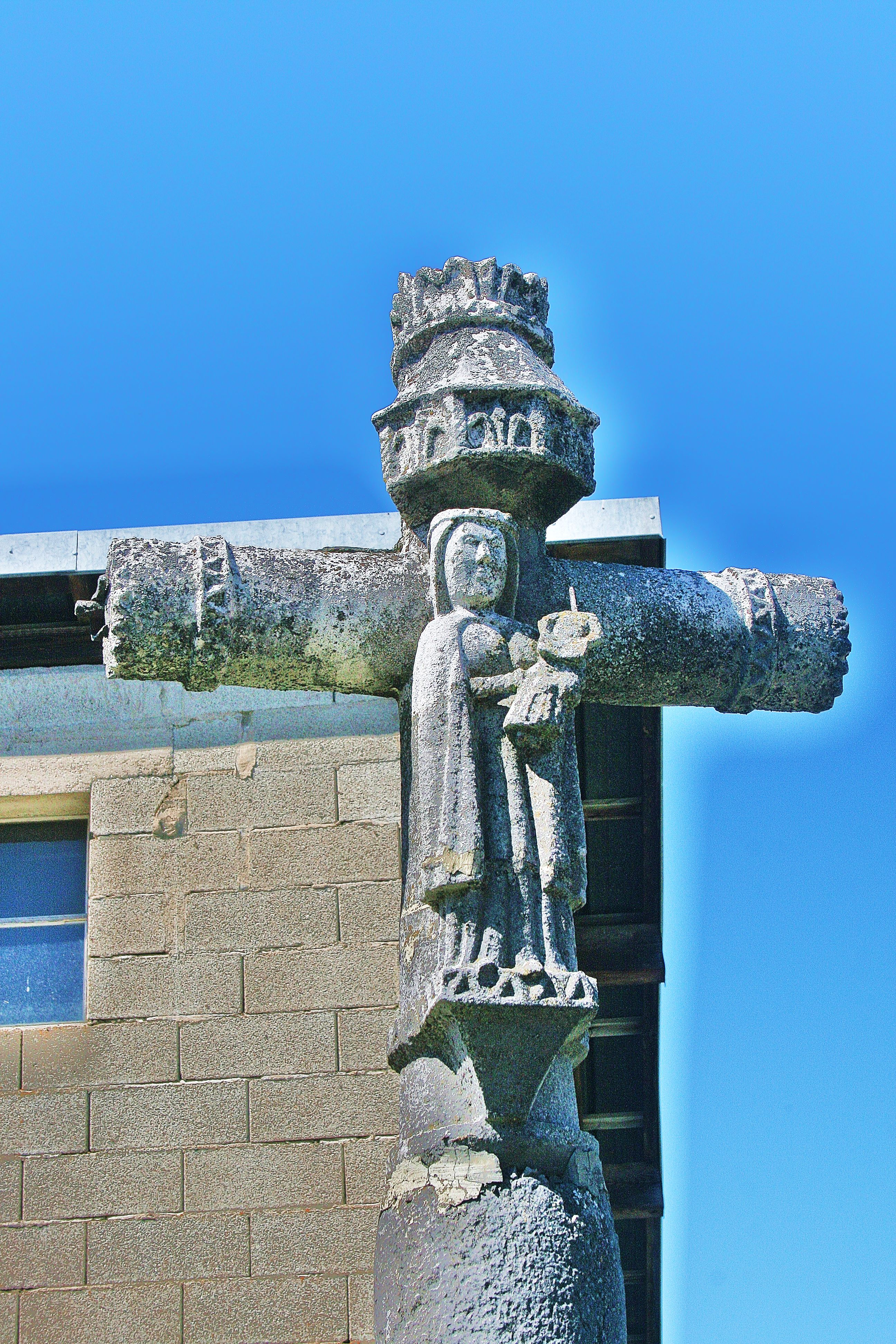
Détail de la croix de la Combille. Face Est.
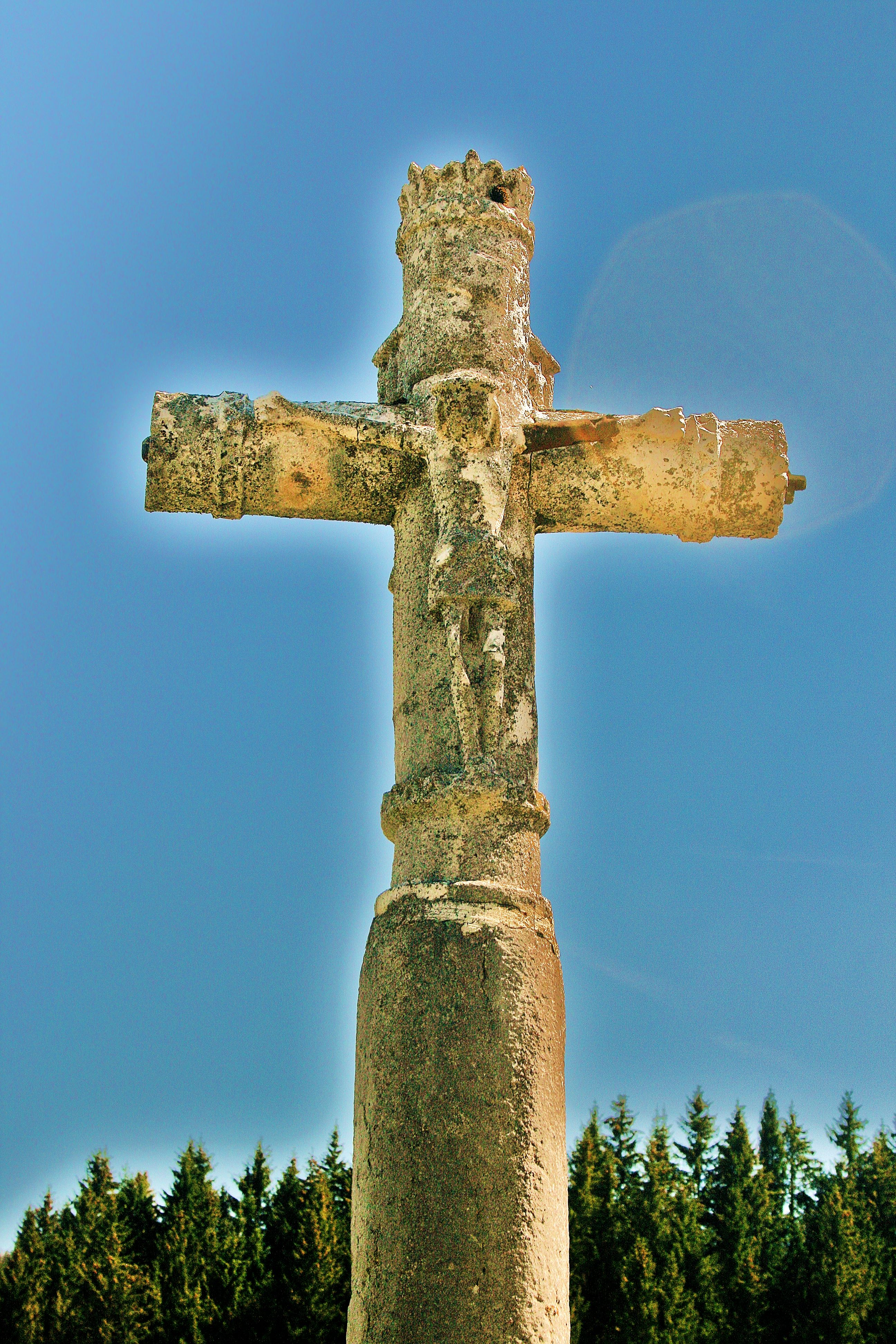
Détail de la croix de la Combille. Face Ouest.